# Sukowicze
Sukowicze [sukɔˈvit͡ʂɛ] est un village polonais de la gmina de Szudziałowo dans le powiat de Sokółka et dans la voïvodie de Podlachie. Il se situe à environ 3 kilomètres au nord-est de Szudziałowo, à 17  kilomètres au sud-est de Sokółka et à 42 kilomètres au nord-est de Białystok. 